# Ballrechten-Dottingen
Ballrechten-Dottingen település Németországban, azon belül Baden-Württembergben. Lakosainak száma 2473 fő (2023. december 31.).

## Népesség
A település népessége az elmúlt években az alábbi módon változott:
| Lakosok száma | 928  | 1028 | 1302 | 1530 | 1682 | 1859 | 2114 | 2207 | 2311 | 2473 |
|               | 1961 | 1967 | 1974 | 1980 | 1987 | 1993 | 2000 | 2006 | 2013 | 2023 |